# Гай Сервилий Каска
Гай Сервилий Каска (на латински: Gaius Servilius Casca) е политик на Римската република от 1 век пр.н.е., познат преди всичко като един от заговорниците против Гай Юлий Цезар.
Приятел е с Гай Юлий Цезар, което не му пречи да се включи в кръга на заговорниците против Цезар, в който е и брат му Публий Сервилий Каска Лонг.
През 44 пр.н.е. той е вероятно народен трибун.